# Life programmet
|  | For andre betydninger, se life (flertydig) |
Life programmet (tidligere Life+) er et EU-program, der finansierer projekter, der bidrager til udvikling og gennemførelse af politik og lovgivning på miljøområdet. Programmet fremmer integrationen af miljøspørgsmål i politikken på andre områder, og fremmer en bæredygtig udvikling i almindelighed.
Life+ er efterfølgeren til LIFE programmet, der blev igangsat i 1992. LIFE+ medfinansierer projekter til fordel for miljøet i EU og i visse tredjelande f.eks. ansøgningslande og EFTA-lande, som er medlem er Det Europæiske Miljøagentur.

## Tre tematiske dele
Life+ består af tre tematiske dele:
- "Natur og biodiversitet"
- "miljøpolitik og -governance"
- "information og kommunikation".

## Perioder og budget
Life+ løb fra 1. januar 2007 til 31. december 2013, og havde en samlet budgetramme på 2.143.409 mio. € for hele perioden. 
20. december 2013 blev det offentliggjort at det fortsætter, nu under navnet LIFE programmet i en ny periode fra 2014–2020, med et budget for perioden på 3,4 milliarder € i 2013-priser. 

## LIFE projekter i Danmark
I Danmark har LIFE-programmet indtil 2023 finansieret 114
projekter med samlede projektomkostninger på 370,5 mio. Euro, hvoraf EU har bidraget med de 185 mio. Hovedparten ere gået til projekter indenfor natur og biodiversitet samt cirkulær økonomi.

## LIFE's flerårige arbejdsprogram for 2021-2027
Den 1. juni 2018 foreslog Europa-Kommissionen en forordning om et nyt program for 2021-2027, der har til formål at:
- at bidrage til overgangen til en ren, cirkulær, energieffektiv, kulstoffattig og klimarobust økonomi, herunder gennem overgang til ren energi
- beskytte og forbedre miljøkvaliteten
- at standse og vende tabet af biodiversitet og derved bidrage til bæredygtig udvikling

Kommissionen foreslår, at der afsættes 5,45 mia. EUR i løbende priser til det nye program, der indeholder to hovedporteføljer, miljø og klimaindsats, og som dækker fire underprogrammer:
- Natur og biodiversitet
- Cirkulær økonomi og livskvalitet
- Afbødning af og tilpasning til klimaændringer
- omstilling til ren energi

Det er 60 % mere end i den foregående periode.  EUR vil gå til miljøprojekter, og de resterende 1,9 mia. EUR vil gå til projekter vedrørende klimaindsatsen.
Europa-Kommissionen øger LIFE-programmets finansiering med næsten 60 % i den næste periode. LIFE vil også blive udvidet med fire nye underprogrammer: natur og biodiversitet, cirkulær økonomi og livskvalitet, afbødning af og tilpasning til klimaændringer og overgang til ren energi.